# دل‌لر داش‌بلاغ
دل‌لر داش‌بلاغ (به لاتین: Dəllər Daşbulaq) یک منطقه مسکونی در جمهوری آذربایجان است که در شهرستان شمکور واقع شده است. دل‌لر داش‌بلاغ ۲۱۰۱ نفر جمعیت دارد.